# Liste des premiers présidents de la cour d'appel de Paris
Cet article recense, par ordre chronologique, les magistrats français ayant exercé la fonction de premier président de la cour d'appel de Paris.

## Liste des premiers présidents de la cour d'appel de Paris
| Nom                                      | Date et décret de nomination | Date et décret de nomination |
| ---------------------------------------- | ---------------------------- | ---------------------------- |
| Jean-Baptiste Treilhard                  | 11 nivôse an XI              |                              |
| Antoine-Jean-Matthieu Séguier            | 27 frimaire an XI            |                              |
| Pierre Paul Alexandre Gilbert de Voisins | 21 mars 1815                 |                              |
| Antoine-Jean-Matthieu Séguier            | 12 juillet 1815              |                              |
| Raymond-Théodore Troplong                | 22 décembre 1848             |                              |
| Claude Alphonse Delangle                 | 28 décembre 1852             |                              |
| Adrien Marie Devienne                    | 20 juin 1858                 |                              |
| Jean-Alphonse Gilardin                   | 8 mars 1869                  |                              |
| Léobon Larombière                        | 1er juin 1875                | [ JO 1 ]                     |
| Samuel Périvier                          | 12 avril 1883                | [ JO 2 ]                     |
| Émile Forichon                           | 4 octobre 1898               | [ JO 3 ]                     |
| Ferdinand Monier (d)                     | 29 juillet 1916              | [ JO 4 ]                     |
| Paul André                               | 27 novembre 1917             | [ JO 5 ]                     |
| Eugène Dreyfus                           | 15 septembre 1925            | [ JO 6 ]                     |
| Francis Villette                         | 16 septembre 1936            | [ JO 7 ]                     |
| Henri Picard                             | 30 septembre 1944            | [ JO 8 ]                     |
| Marcel Rousselet                         | 31 mai 1950                  | [ JO 9 ]                     |
| Adolphe Touffait                         | 13 septembre 1962            | [ JO 10 ]                    |
| André Dechezelles (d)                    | 16 février 1968              | [ JO 11 ]                    |
| Jean Vassogne (d)                        | 6 février 1976               | [ JO 12 ]                    |
| Pierre Drai                              | 2 juillet 1985               | [ JO 13 ]                    |
| Myriam Bader-Ezratty                     | 18 juillet 1988              | [ JO 14 ]                    |
| Guy Canivet                              | 23 août 1996                 | [ JO 15 ]                    |
| Jean-Marie Coulon (d)                    | 23 novembre 1999             | [ JO 16 ]                    |
| Renaud Chazal de Mauriac                 | 20 octobre 2003              | [ JO 17 ]                    |
| Jean-Claude Magendie                     | 3 mai 2007                   | [ JO 18 ]                    |
| Jacques Degrandi                         | 8 avril 2010                 | [ JO 19 ]                    |
| Chantal Arens                            | 30 juillet 2014              | [ JO 20 ]                    |
| David Peyron (par intérim)               | 22 juillet 2019              |                              |
| Jean-Michel Hayat                        | 10 octobre 2019              | [ JO 21 ]                    |
| Jacques Boulard                          | 11 juillet 2022              | [ JO 22 ]                    |